# Бой у мыса Баба
Бой у мыса Лектон (греч. Λεκτόν), или бой у мыса Баба, — морское сражение, состоявшееся 30—31 мая 1828 года между греческой и османской эскадрами в ходе Освободительной войны Греции 1828—1829 годов, одно из последних морских сражений этой войны.

## Предыстория
Османские войска не смогли высадиться на острове Самос в ходе 7 лет войны (см. Самосское сражение и Битва при Геронтас).
Иоанн Каподистрия выслал к острову в мае 1828 года небольшую эскадру, которой командовал Миаулис Андреас-Вокос, во избежание неожиданной высадки турок на завершающем этапе войны.
После Наваринского сражения турки развернули строительство кораблей на всех верфях, пытаясь частично возместить свои потери. Миаулис получил информацию о том, что на острове Лесбос было завершено строительство корвета, готового уйти в Дарданеллы.
Миаулис на фрегате «Эллада» ушёл 22 мая на перехват к острову Тенедос, но был опознан со шлюпа голландского консула острова, после чего ушёл к мысу Баба.

## Бой

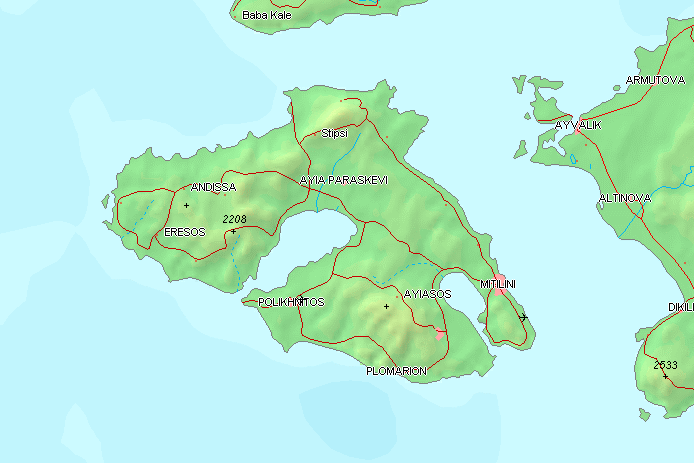
Расположение греческого острова Лесбос и мыса Баба.

26 мая Миаулис обнаружил не один, а два корвета, идущих вдоль мало-азийского берега и немедленно атаковал их. Корветы ушли от боя встав под прикрытие артиллерии крепости мыса Баба. Мелководье и скалы у мыса не позволяли фрегату маневрировать и Миаулис вызвал с Самоса брандер, капитаном которого был Канарис, Константин.
Канарис прибыл 29 мая. 30 мая в 16:00, при благоприятном ветре, «Эллада» подошла к крепости и открыла огонь. Сквозь дым и под огнём корветов и крепости, Канарис сумел подойти к большему из корветов, закрепить брандер к носу корвета и зажечь брандер.
Но экипажам турецких фелюг удалось открепить брандер. Тогда Миаулис, невзирая на опасности, подошёл ещё ближе и произвёл залп правым бортом (32 орудия), и произведя манёвр, залп левым бортом (32 орудия). Третьим залпом корвет был добит и потоплен.
Экипаж второго корвета, чтобы спасти корабль, посадил его на мелководье.
На следующий день, 31 мая, произведя дебалластировку, турки подняли корвет, но подошедший фрегат «Эллада» потопил корвет, на этот раз одним залпом.